# Industrieanschlussbahn Leinefelde

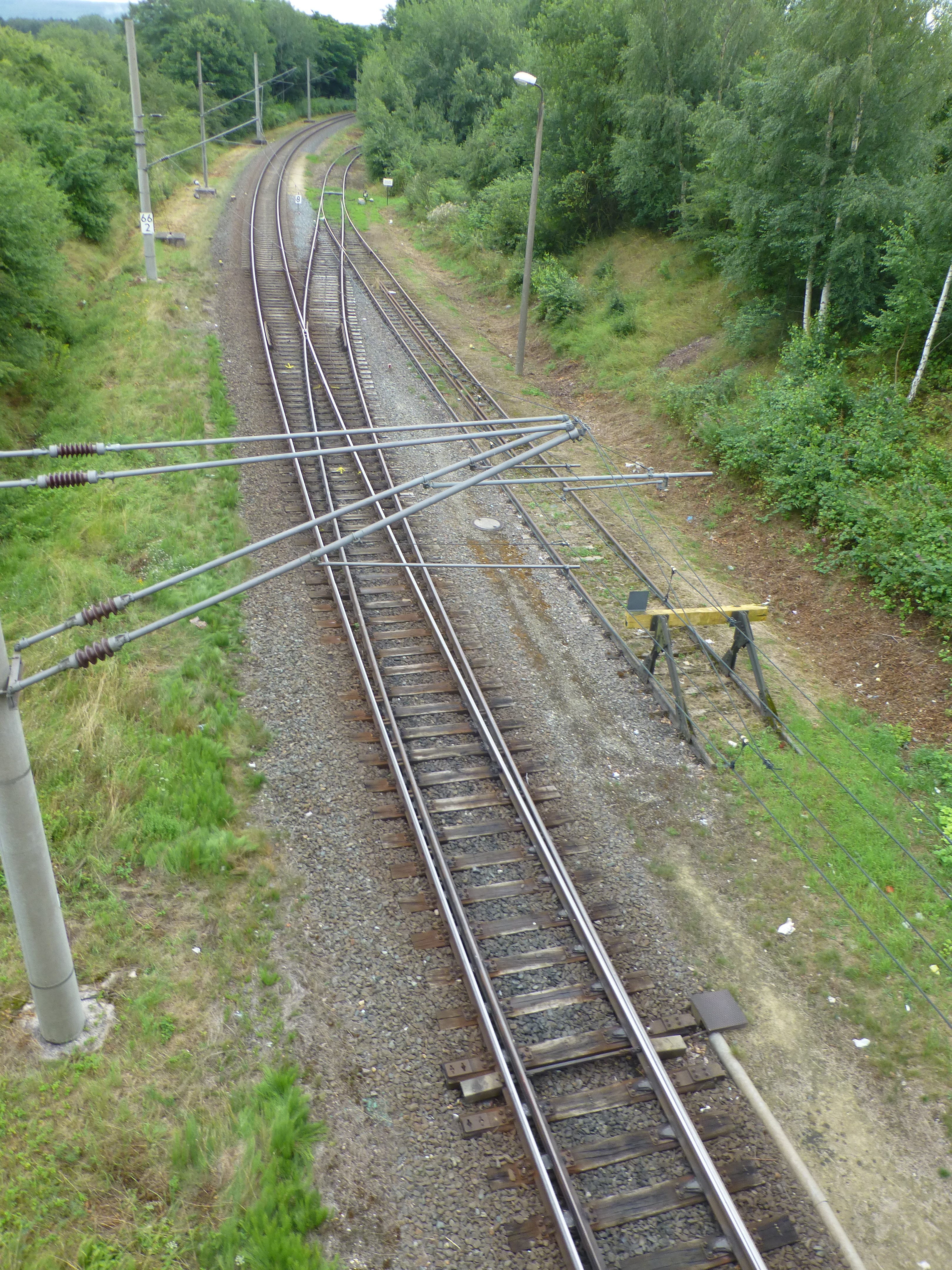
Von der Bahnstrecke Leinefelde-Gotha abzweigende Anschlussbahn

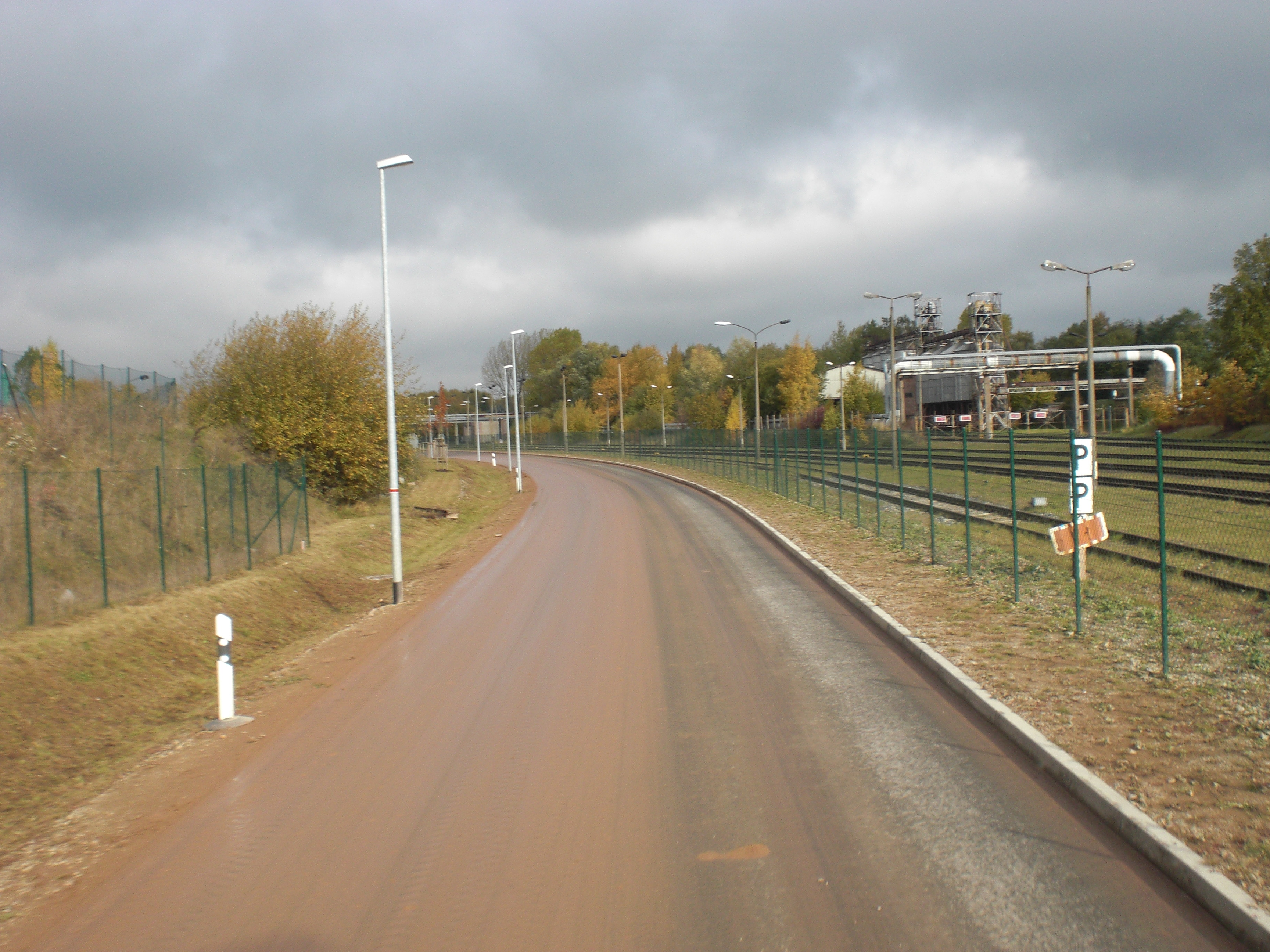
Gleisanlagen rechts „Vorm Pfaffenstieg“

Die Industrieanschlussbahn Leinefelde ist eine normalspurige und nicht elektrifizierte Industrieanschlussbahn in Leinefelde in Thüringen.

## Geschichte
Mit Bau und Inbetriebnahme der Baumwollspinnerei und Zwirnerei Leinefelde Anfang der 1960er Jahre machte sich der Bau eines Gleisanschlusses für den entstandenen Großbetrieb notwendig, um die bedeutenden Mengen an Rohstoffen und Fertigprodukten kostengünstig transportieren zu können. Gebaut wurde das Gleisnetz vermutlich als Werksbahn der Baumwollspinnerei. Im Süden des Stadtgebietes entstanden weitere Betriebe und bei Birkungen ein Kohleheizkraftwerk. Dieses gehörte ursprünglich ebenfalls der Spinnerei und wurde an das Bahnnetz angeschlossen wurde. Nach 1990 sank die Garnproduktion deutlich ab, im Jahr 2013 wurde die Produktion in diesem Betrieb ganz eingestellt. Das Kohleheizwerk wurde 2014 ebenfalls abgestellt und durch ein Biomasseheizwerk ersetzt. Dadurch verlor der Gleisanschluss einen Großteil der Kunden und wird heute nur noch selten genutzt.

## Gleisnetz
Unmittelbar südöstlich des Bahnhofes Leinefelde zweigt die Anschlussbahn von der Bahnstrecke Leinefelde–Gotha und ehemaligen Bahnstrecke Leinefelde–Eschwege ab. Östlich der ehemaligen Baumwollspinnerei befinden sich mehrere Gleisanlagen, von denen weitere Stichgleise abzweigen. Nach Südwesten verläuft ein Gleis parallel zur Bahnstrecke in Richtung Gotha bis zum Nachbarort Birkungen, wo beide die Landesstraße 1032 kreuzen. Im dortigen Heizkraftwerk befinden sich mehrere Gleise zum Entladen von Kohlezügen, später auch Holzlieferungen. 
Ein kleiner Lokschuppen zählt ebenfalls zum Bahnnetz. Innerhalb des Bahnhofgeländes im Bereich "An der Schwellenbeize" zweigte ein weiteres Anschlussgleis zum Industriegebiet ab, das heute nur noch als Stumpfgleis vorhanden ist. 
Eingesetzt auf dem Streckennetz wurden Loks unter anderem vom Typ LKM V 10 B, LKM V60D und Kaluga TGK 2-E.